# فردیناند

"هیچ کار خوبی بدون تنبیه نیست" زیرنویس این نسخهٔ یکشنبهٔ فردیناند (۵ مارس ۲۰۰۰) است. هنریک رِر، که عهده‌دار طراحی کمیک‌ها از سال ۱۹۸۹ شد، از امضای "Rehr.Mik" استفاده می‌کند.

فردیناند (Ferd'nand) کمیک استریپی است که به خاطر فقدان بالون‌های صحبت، فقدان دنباله‌دار بودن و طول عمرش قابل توجه است.

## سابقه
فردیناند در سال ۱۹۳۷ توسط شرکتی از کپنهاگ به نام Presse-Illustrations-Bureau منتشر شد. توسط فردی دانمارکی به نام هنینگ دال میکلسن (Henning Dahl Mikkelsen) خلق شد. فردیناند شرح حال ماجراهای شخصیت اصلی، همسر بدون نام، پسر بدون نام و سگ خانوادگی‌شان است. مانند اوتو سوگلو شاه کوچولو (Otto Soglow's The Little King)، هیچ دیالوگی در این کمیک وجود ندارد—شخصیت‌ها فقط گهگداری توسط علامت‌های تعجب یا علامت سؤال با هم حرف می‌زنند. این ویژگی این کمیک را قادر ساخته که پخش گسترده‌ای در اروپا، و از تاریخ ۱۰ نوامبر ۱۹۴۷، در آمریکا داشته باشد. در حال حاضر گفته می‌شود که فردیناند در ۱۰۰ روزنامهٔ مختلف در ۳۰ کشور منتشر می‌شود.

## مؤلف
میکلسن، یا میک (Mik)، به آمریکا مهاجرت کرد و در ۱۹۵۴ شهروند آنجا شد. میکلسن در ۱۹۸۲ درگذشت ولی قبل از آن، کمیک را به دیگران واگذاشته بود. کسانی مانند فرانک توماس (Frank Thomas) که کمیک را از ۱۹۵۵ تا اواسط دههٔ ۶۰ طراحی می‌کرد. بعد از او، اَل پلاستینو (Al Plastino) طراحی کمیک‌ها رو از ۱۹۶۸ تا ۱۹۸۹ بر عهده داشته‌است. بعد از مرگ میکلسن، کمیک‌ها با عنوان "Al + Mik" امضا می‌شده‌است. هنریک رر (Henrik Rehr)، نقاش و طراح اروپایی و مؤلف فعلی، طراحی کمیک‌ها را از ۱۹۸۹ تا کنون بر عهده داشته و آن‌ها را با عنوان "Rehr.Mik" امضا می‌کند.

## شخصیت‌ها و داستان
شخصیت اصلی، ظاهراً به نام فردیناند، شوهر و پدری چاق، سبیلو، و میان‌سال می‌باشد که با کلاه مخروطی شکلش شناخته می‌شود. پسر فردیناند هم از کلاهی مشابه استفاده می‌کند، در حالیکه همسر و سگ‌شان ویژگی خاصی در ظاهرشان ندارند.
برخلاف بیشتر کمیک‌ها، در فردیناند هیچ‌گونه شخصیت پردازی به جز خانوادهٔ خود فردیناند نشده‌است. خود فردیناند تقریباً در همهٔ شغل‌ها و موقعیت‌ها دیده شده‌است. همچنین، هیچ داستان دنباله‌داری در آن وجود ندارد و داستان هر شمارهٔ کمیک استریپ در همان شماره تمام می‌شود.